# Vincas Grybas

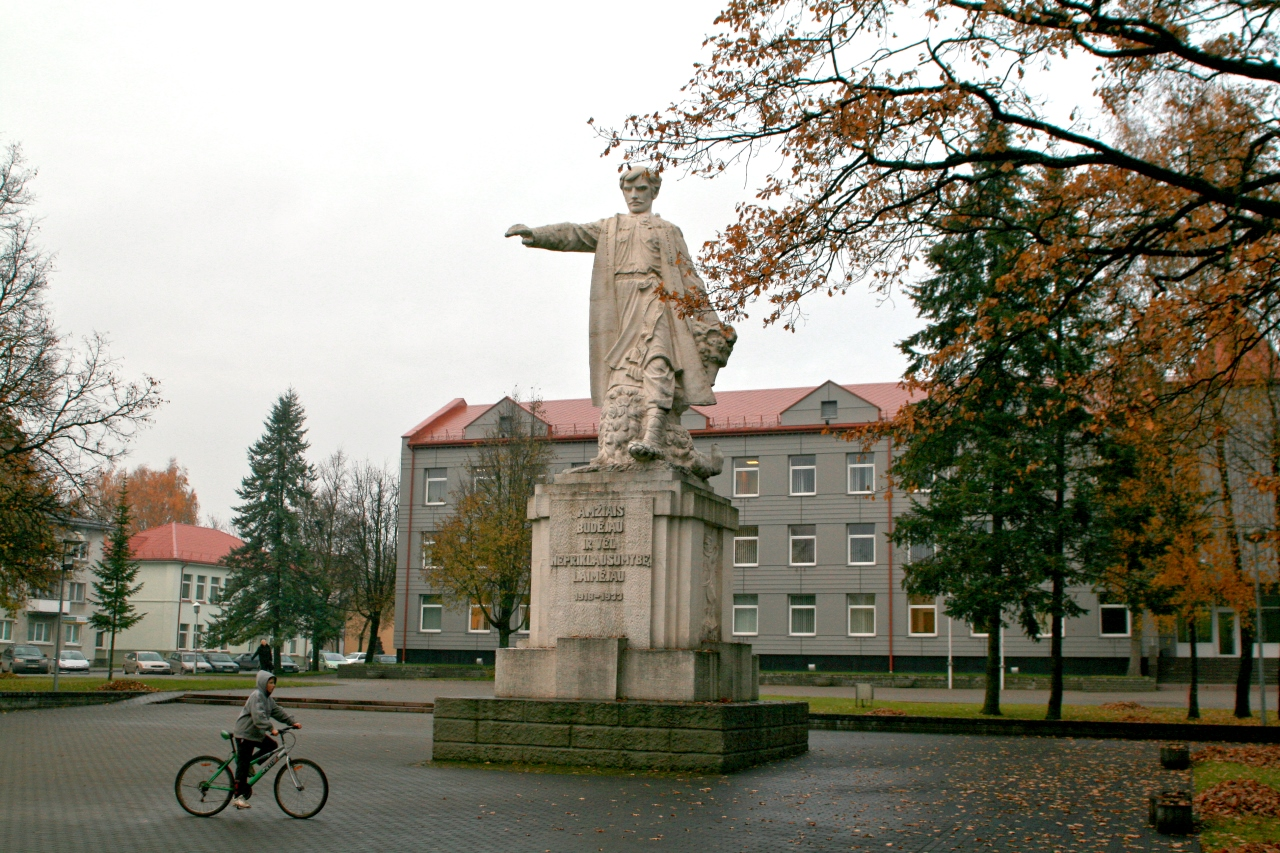
Escultura simbolitzant a Samogítia a Raseiniai.

Vincas Grybas (Lukiškės, 3 d'octubre de 1890 - Jurbarko, 3 de juliol de 1941) va ser un lituà escultor. Vincas Grybas va néixer al poble de Lukiškės a Lituània, on també va acabar l'escola primària. Posteriorment va continuar els seus estudis a l'escola d'art de Varsòvia. Després de la Primera Guerra Mundial Grybas va ampliar els seus estudis a Kaunas i París. Després que Lituània va ser ocupada per l'Alemanya nazi, Grybas simpatitzant del partit comunista va ser assassinat el 1941.

## Obres
Entre les obres més famoses de Vincas Grybas es troben els monuments a:
- Simonas Daukantas en Seda (districte municipal de Mažeikiai).
- Vytautas el Gran (restaurada) a Kaunas.
- Petras Vileišis a Pasvalys (comtat de Panevėžys).
- Samogítia a Raseiniai.
- Un altar d'església a Sintautai (Comtat de Marijampolė).